# صورية حداد
صورية حداد (مولودة في 30 سبتمبر 1984 بالقصر، بجاية،الجزائر). هي مصارعة جودو جزائرية.
في سجلها ميدالية برونزية في بطولة العالم للجودو في وزن أقل من 48 كيلوغرام تحصلت عليها في دورة 2005 التي أقيمت في مصر وميدالية برونزية أولمبية في وزن أقل من 52 كيلوغرام فازت فيها في أولمبياد بكين 2008. وهي أيضا بطلة أفريقيا ثلاث مرات وحائزة على ميدالية ذهبية في ألعاب البحر المتوسط بألميريا، إسبانيا 2005

## روابط خارجية
- صورية حداد على موقع الفيدرالية الدولية للجودو (الإنجليزية)
- صورية حداد على موقع JudoInside.com (الإنجليزية)
- صورية حداد على موقع AllJudo.net (الفرنسية)
- صورية حداد على موقع اللجنة الأولمبية الدولية (الإنجليزية)
- صورية حداد على موقع أوليمبيديا (الإنجليزية)